# Milan bleuâtre
Ictinia plumbea
Espèce
Statut de conservation UICN

 LC  : Préoccupation mineure
Statut CITES
Le Milan bleuâtre (Ictinia plumbea) est une espèce d'oiseaux de la famille des Accipitridae.

## Répartition
Cette espèce vit de l'est du Mexique et de l'Amérique centrale jusqu'au Pérou, la Bolivie et l'Argentine. On la trouve également à Trinidad.